# Шебелинка (річка)
Шебелинка  — річка в Україні, в Харківської області. Права притока Сіверського Дінця.

## Опис
Довжина річки - 12 км, площа басейну - 44,5 км², похил річки - 5,9 м/км. Впадає у Сіверський Донець за 754 км. від його гирла.
Початок річки розташований поблизу села Шебелинка. На річці розташовані село Шебелинка, село Прогрес, смт Донець.